# Kovdor
Kovdor è una cittadina della Russia nordoccidentale, situata nell'Oblast' di Murmansk; è capoluogo del Kovdorskij rajon. Sorge all'estremità occidentale della penisola di Kola, a pochi chilometri dal confine finlandese, 373 km a sud-ovest del capoluogo Murmansk.
Fondata nel 1953 come centro minerario per lo sfruttamento di importanti giacimenti di minerali di ferro, ottenne lo status di città nel 1965.

## Società

### Evoluzione demografica
Fonte: mojgorod.ru
- 1959: 5.400
- 1979: 23.200
- 1989: 30.500
- 2002: 20.867
- 2006: 19.900